# 法姆雄 (加来海峡省)
法姆雄（法語：Famechon，法語發音：[famʃɔ̃]）是法国上法蘭西大區加来海峡省的一个市镇，属于阿拉斯区。

## 地理
法姆雄（50°8'32"N, 2°28'3"E）面积4.61 平方千米，位于法国上法蘭西大區加来海峡省，该省份为法国北部沿海省份，西北濒北海，南至索姆省，东临北部省。
与法姆雄接壤的市镇（或旧市镇、城区）包括：欧蒂、奥维尔、阿图瓦地区帕、波姆拉、蒂耶夫尔、蒂耶夫尔。

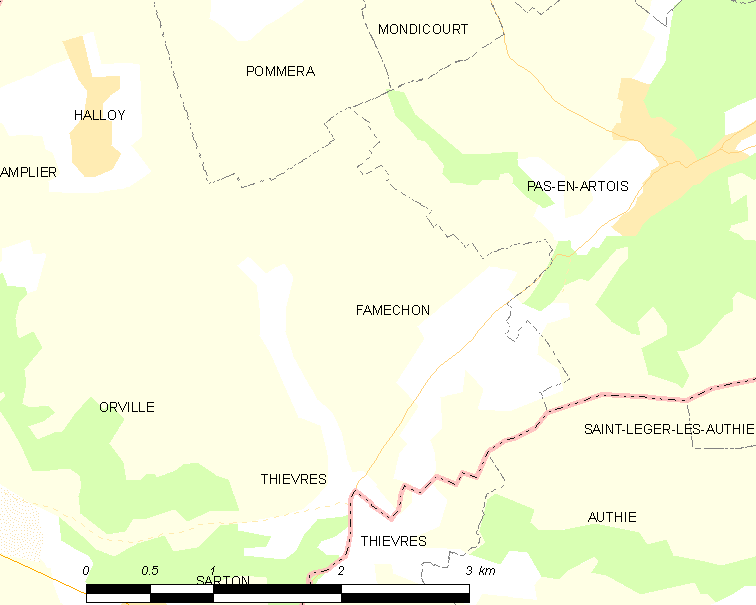
的OSM定位图

法姆雄的时区为UTC+01:00、UTC+02:00（夏令时）。

## 行政
法姆雄的邮政编码为62760，INSEE市镇编码为62322。

## 政治
法姆雄所属的省级选区为阿韦讷勒孔特县。

## 人口

1962-2008年间人口变化图示

法姆雄于2022年1月1日时的人口数量为111人。